# Melanagromyza minima
Melanagromyza minima este o specie de muște din genul Melanagromyza, familia Agromyzidae, descrisă de Malloch în anul 1913. Conform Catalogue of Life specia Melanagromyza minima nu are subspecii cunoscute.